# Törestorps göl
Törestorps göl är en sjö i Gnosjö kommun i Småland och ingår i Lagans huvudavrinningsområde.